# Stöcken (Wittingen)
Stöcken ist eine Ortschaft der Stadt Wittingen im niedersächsischen Landkreis Gifhorn.

## Geografie
Der Ort liegt nordwestlich des Kernbereichs von Wittingen. 
Westlich vom Ort verläuft der Elbe-Seitenkanal. Die 43,1 km lange Ise, die in Gifhorn in die Aller mündet, fließt am nördlichen Ortsrand.
Nordwestlich erstreckt sich das 834 ha große Naturschutzgebiet Schweimker Moor und Lüderbruch.
Die B 244 verläuft südlich vom Ort.

## Geschichte
Am 1. März 1974 wurde Stöcken zusammen mit den damaligen Gemeinden Darrigsdorf, Erpensen, Gannerwinkel, Glüsingen, Kakerbeck, Lüben, Rade, Suderwittingen und Wollerstorf in die Stadt Wittingen eingemeindet.

## Politik
Ortsvorsteher ist Rainer Thoms.